# متعب الخالدي
متعب سعد الخالدي، لاعب كرة قدم سعودي، يلعب في نادي العين معار من نادي الفيحاء.

## مسيرة اللاعب
لعب في فئة الناشئين في نادي رأس تنورة و في فئتي الشباب و الأولمبي في نادي الخليج ولعب بعدها في نادي الساحل ونادي القادسية ونادي الفيحاء ونادي الترجي ونادي العين.